# Harlequinade

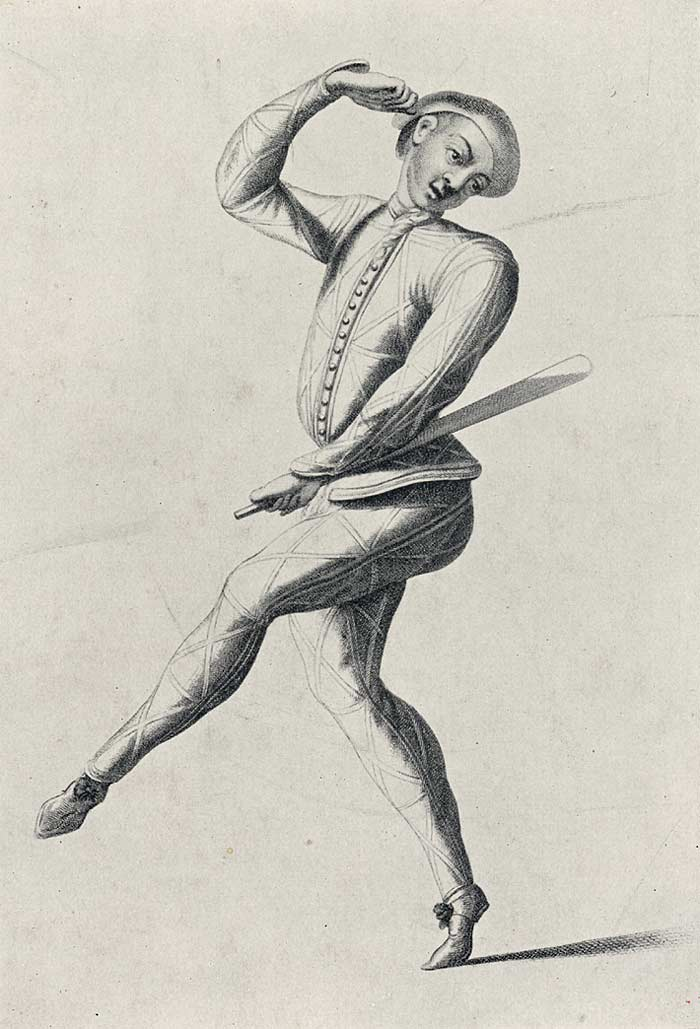
El actor John Rich, caracterizado como Arlequín, bailando con su garrota, en un dibujo datado hacia 1720.

La arlequinada (del inglés harlequinade, y este del francés arlequinade), también arlequinada británica para evitar confusión con la francesa y la italiana, es una farsa o pantomima que puede incluir una danza de ritmo rápido y alegre, de origen británico, aunque basada en las representaciones de la arlequinada de la comedia del arte italiana y de su personaje Arlequín.
En la época victoriana del Reino Unido, la arlequinada se convirtió en epílogo habitual de la pantomima principal, por lo general sin trama aunque en forma de cuento de hadas dramatizado. El hecho de que la mayoría de las pantomimas en los siglos xviii y xix finalizasen con la arlequinada, llegaría a convertirlas en la parte más importante del entretenimiento, incluyendo espectaculares efectos de escenario. En Francia tuvo en Jean-Gaspard Deburau a su máximo exponente, al someter al personaje de Pierrot al esquema de la tradicional arlequinada.
Como forma musical, la arlequinada se incluyó en las suites barrocas inglesa, francesa y alemana, por Jean-Philippe Rameau, Georg Philipp Telemann, entre otros, y más tarde por autores como Claude Debussy.
En el siglo xxi aparece de forma habitual como título de balés más o menos clásicos.